# باولو مينيزيس
باولو مينيزيس (الإسبانية:Paulo Menezes،البرازيل، في 14 تموز يوليو 1982) هو لاعب كرة القدم البرازيلي. لعب لاعب خط الوسط والفريق الحالية هي اف سي ارو.

## روابط خارجية
- باولو مينيزيس على موقع قاعدة بيانات كرة القدم.إي يو (الإنجليزية)
- باولو مينيزيس على موقع Soccerway.com (الإنجليزية)
- باولو مينيزيس على موقع عالم كرة القدم.نت (الإنجليزية)
- باولو مينيزيس على موقع كووورة